# Lasseter Highway

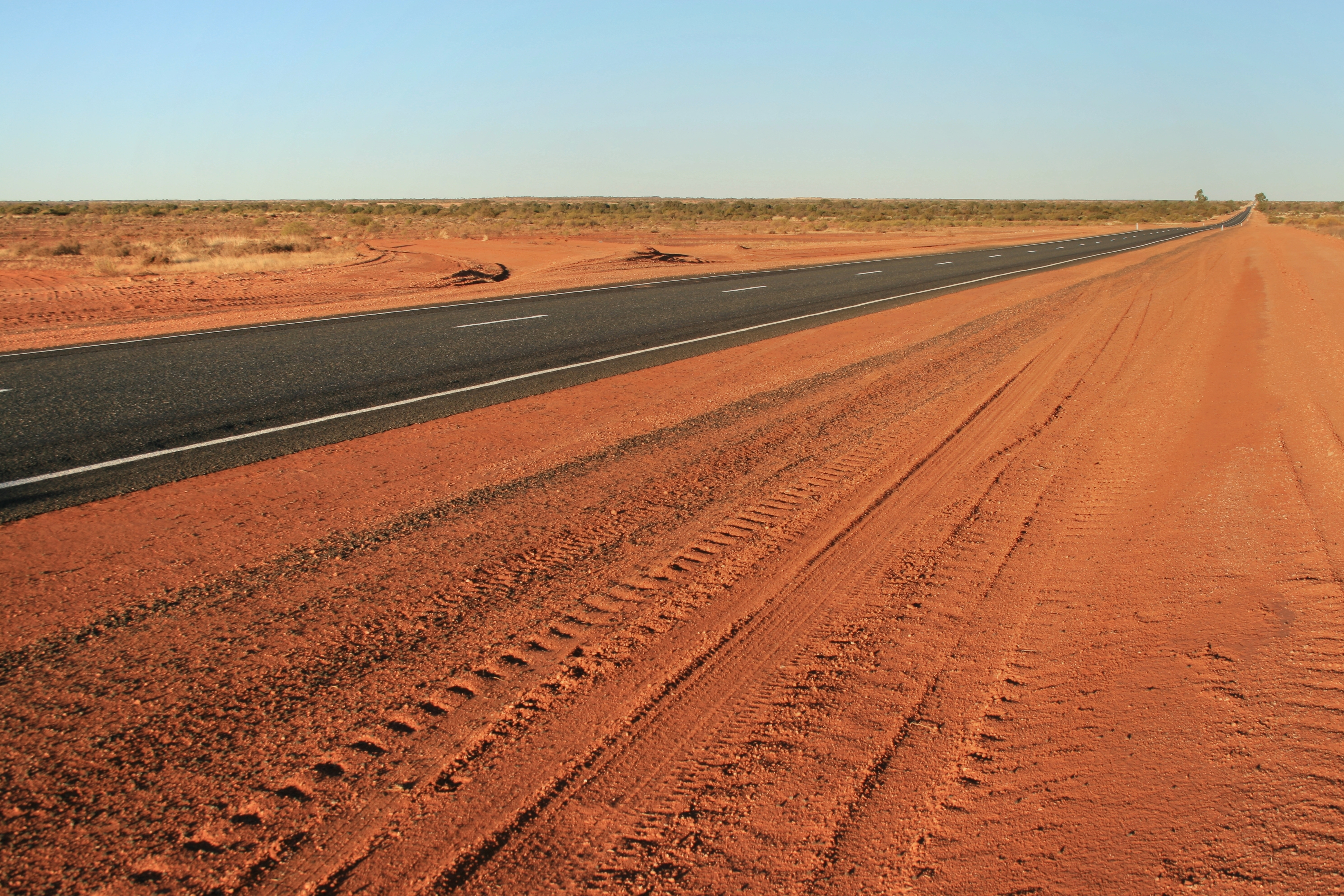
La Lasseter Highway.

La Lasseter Highway () est une route entièrement goudronnée longue de 244 kilomètres, orientée sensiblement est-ouest et située dans le sud du Territoire du Nord en Australie. Elle relie Yulara, Uluru/Ayers Rock et les Kata Tjuta/monts Olga à la Stuart Highway. Elle porte le nom de Lewis Hubert (Harold Bell) Lasseter (1880-1931) qui affirmait avoir découvert un rocher fabuleusement riche en or (Reef Lasseter) à l'ouest de Kata Tjuta.

## Galerie

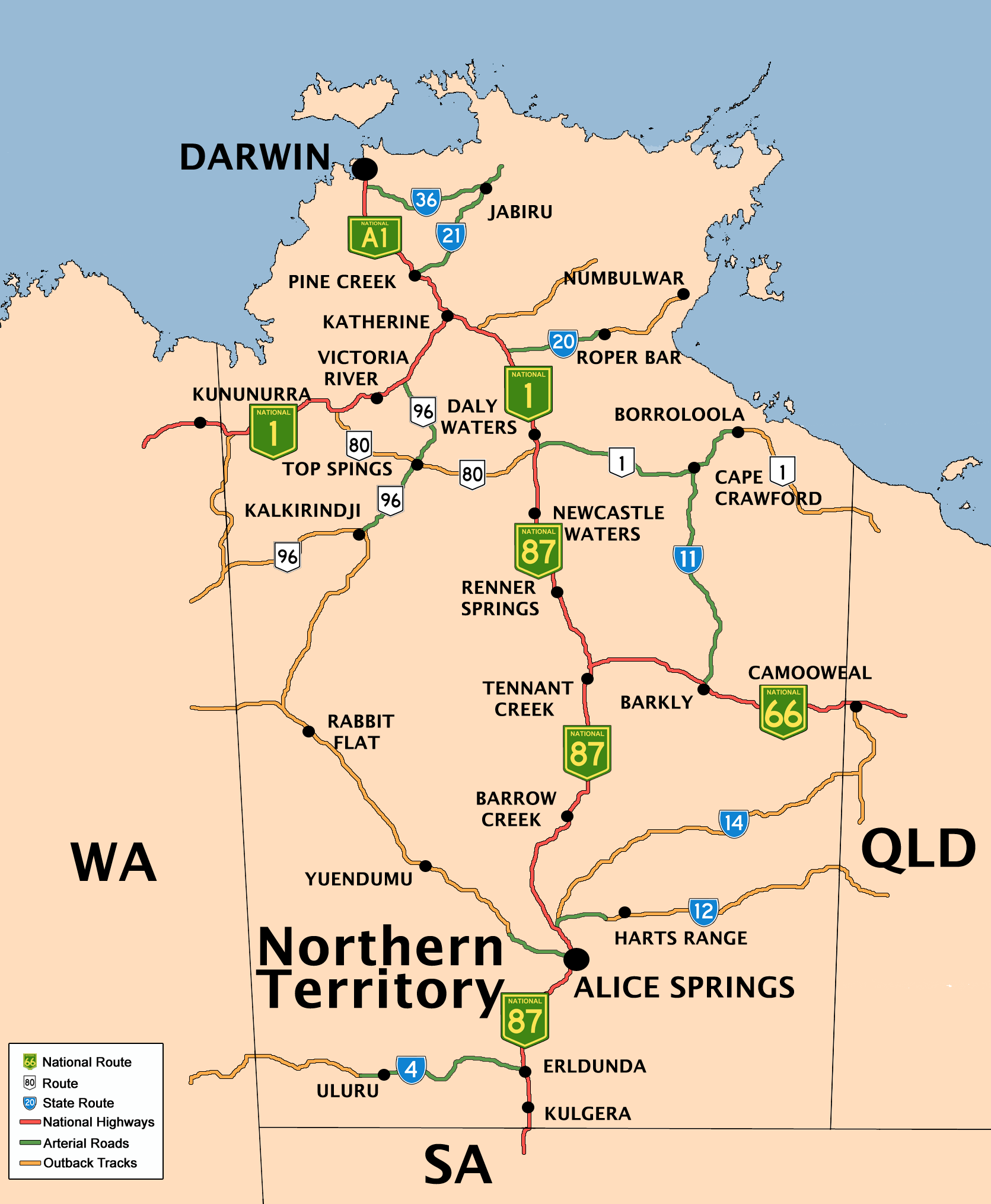
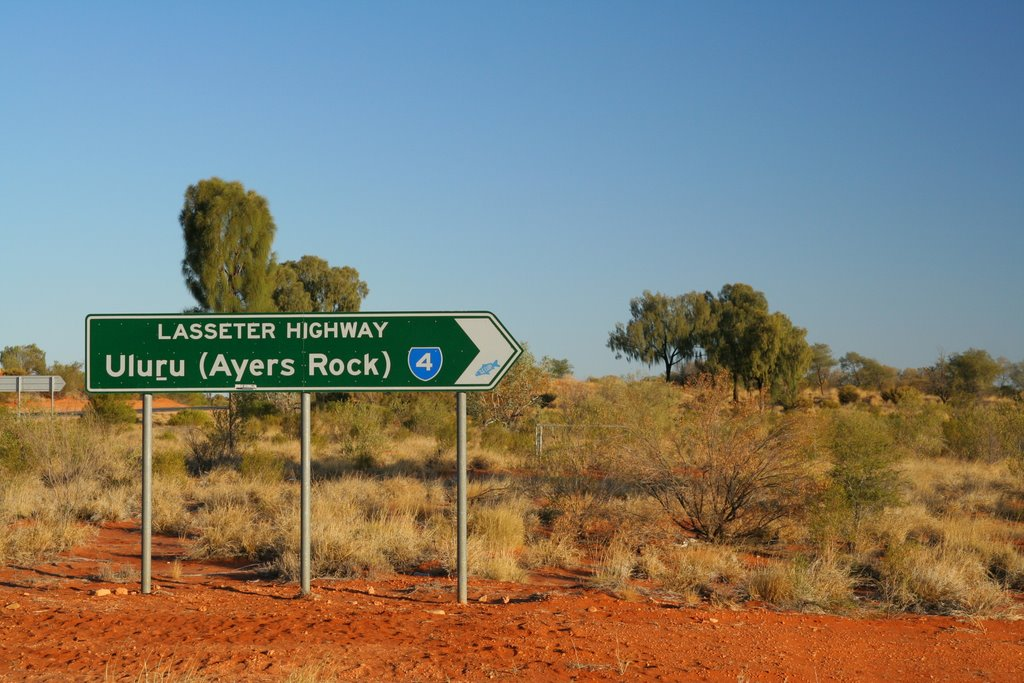
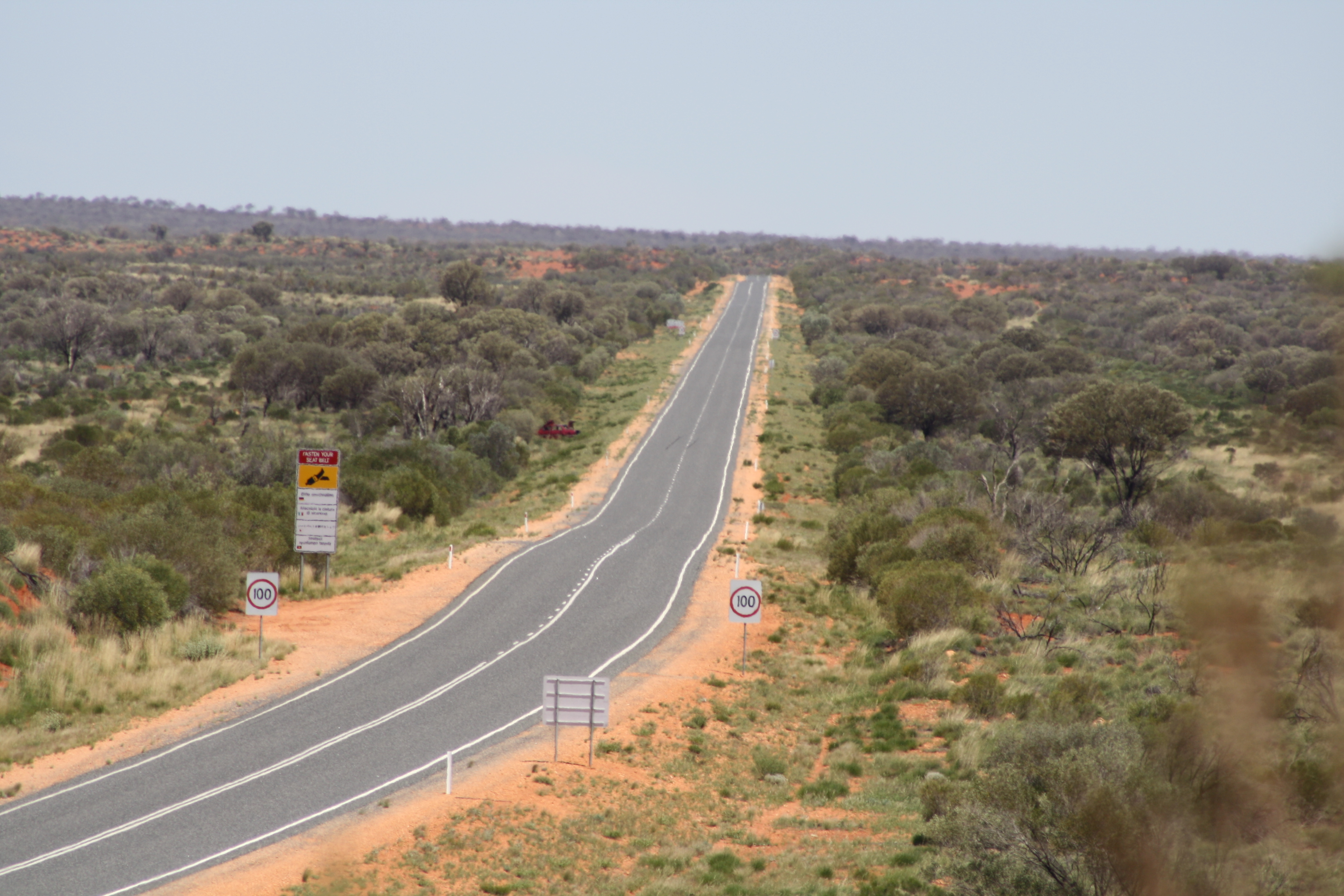
Lasseter Highway au Mont Conner Lookout, près du lac Amadeus, Mars 2010